# Metacharis auria
Metacharis auria är en fjärilsart som beskrevs av Druce 1904. Metacharis auria ingår i släktet Metacharis och familjen Riodinidae. Inga underarter finns listade i Catalogue of Life.